# Италијански рат (1526—1530)
Италијански рат (1526—1530) или Рат Коњачке лиге је пети Италијански рат вођен између Француске, Папске државе, Млетачке републике, Миланског војводства, Фиренце и Енглеске краљевине са једне и Шпанске империје, Светог римског царства и Ђенове са друге стране. Рат је завршен победом Шпанско-немачке војске.

## Увод
Италијански ратови су вођени крајем 15. и у првој половини 16. века за доминацију у Италији. Крајем 15. века, када у Западној Европи настају централистичке државе са националним основама, Италија је била распарчана на низ малих, војнички слабих и међусобно завађених држава. Француска, Шпанија и Немачка предузимају низ похода ради освајања тих држава, што је уједино била и њихова међусобна борба за доминацију и превласт у овом делу Европе.

## Рат
Победа Карла V у претходном рату уплашила је Италијане. Папа, Млеци, Фиренца и Милано, заједно са Француском образовали су 22. маја 1526. године Свету лигу. И овај рат се завршио повољно по Карла. Шарл Бурбон заузео је Милано. Заједно са Фрундсбергом кренуо је на Пјаченцу и Болоњу, али се ти градови нису могли напасти због помањкања артиљерије. Код Болоње су се побунили неисплаћени ландскнехти. Бурбон их је некако примирио. Наставио је операције ка Риму и заузео га 6. маја 1527. године. Том приликом Рим је вандалски опљачкан. У међувремену, Французи су, уз новчану помоћ Енглеза подигли нову војску с којом је Оде Лотрек кренуо за Напуљ. Потиснуо је из Рима војску цареваца под Филибером Оранжом који је заменио погинулог Бурбона и блокирао их у Напуљу с копна и с мора. Савезничка француско-млетачко-папска флота под Андреом Доријом изненада је напала код Портофина 15. августа шпанску ескадру и нанела јој пораз. Но, епидемија куге покосила је главнину француске војске заједно са Лотреком. Остатак се предао Оранжу. Још један покушај Француза да се учврсте у Италији осујећен је код Ландријана 21. јуна 1529. године. Исцрпљене затим, обе стране закључиле су примирје у Камбреу 3. августа 1529. године. Француска се одрекла Италије и права сизеренства у Фландрији и Артоау, али је добила Бургундију. С папом се Карло измирио у Барселони 29. јуна, а са Миланом и Венецијом закључио мир у Болоњи 23. децембра. Фиренцу је Карло заузео 1530. године и крваво јој се осветио.